# Androcymbium cuspidatum
Androcymbium cuspidatum là một loài thực vật có hoa trong họ Colchicaceae. Loài này được Baker mô tả khoa học đầu tiên năm 1874.